# 평산 조씨
평산 조씨(平山趙氏)는 황해북도 평산군을 본관으로 하는 한국의 성씨이다. 시조는 조선의 사간원 대사간(大司諫)으로서 임금에거 직언을 하다 평산으로 유배된 조응선(趙應善)이다.

## 참고 자료
- “평산조씨(平山趙氏)”. 뿌리를 찾아서.[깨진 링크(과거 내용 찾기)]